# Schijen (Schwyzer Alpen, 2608 m)
Der Schijen (veraltet Scheienberg) ist ein Berg in den Schwyzer Alpen.
Der Schijen ist 2608 m ü. M. hoch und liegt oberhalp der Glattalp, westlich des Ortstocks. Der Gipfel ist ein Dreikantoneeck der Kantone Schwyz, Uri und Glarus.
Einen Berg gleichen Namens ebenfalls in den Schwyzer Alpen gibt es innerhalb des Kantons Glarus.